# 金丸鉄

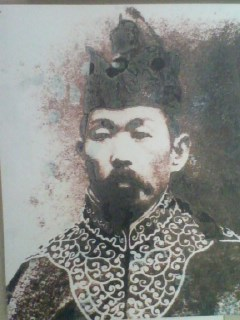
金丸鉄(1852-1910)

金丸 鉄（かなまる まがね、1852年（嘉永5年） - 1910年（明治43年)）は、日本の法学者。フランス法の流れを汲む法律家で、法政大学創立者の一人。豊後国杵築藩出身。

## 人物
法政大学の前身である東京法学社を設立した。金丸のほかに、同じ豊後国出身の伊藤修や薩埵正邦も設立に尽力した。
19歳の時に上京。東京法学社設立以前には、独力で出版社「時習社」を設立し、1877年8月11日、時習社の社長兼編集長として日本最初の法律専門雑誌『法律雑誌』を創刊した。この頃、郷里の先輩で浅草に法律学舎を開いていた元田直と親交を結び、薩埵正邦とも知り合った。
元田の助力を得て、元田のもとにいた代言人である伊藤修らとともに東京法学社を設立することになる。
その後、大阪府で弁護士を開業、1886年（明治19年）に大阪府会議員に当選し、府会に『箕面公園新設の議』を提出し、箕面公園開設に尽力する。立憲自由党に所属し、1894年に第3回衆議院議員総選挙に大阪第5区から出馬するが、惜敗する。また、平民主義を持論とし、華族廃止論を唱道していた。
大分県杵築市の城山公園に金丸と伊藤修のレリーフが刻まれた法政大学創立者顕彰碑が設置されている。

## 略歴
- 1852年（嘉永5年） - 現在の大分県杵築市に杵築藩士金丸壮の子供として生まれる。
- 1871年（明治4年） - 19歳の時に上京。
- 1877年（明治10年） - 時習社社長兼編集長として、日本初の法律専門雑誌『法律雑誌』を創刊。
- 1879年（明治12年） - 東京法学社設立。
- 1880年（明治13年） - 4月東京法学社講法局・代言局開設、9月開校、11月鑑定局開設。
- 1886年（明治19年） - 大阪府会議員に当選する。
- 1899年（明治32年） - 大日本労働協会関西支部長となる[2]。
- 1900年（明治33年） - 大阪東区連合区会議長に就任する。
- 1910年（明治43年） - 死去(58歳)。
- 1988年（昭和63年） - 80回忌　大阪市天王寺区月江寺